# Noordelijke witstuitbabbelaar
De noordelijke witstuitbabbelaar (Turdoides leucopygia) is een zangvogel uit de familie Leiothrichidae.

## Verspreiding en leefgebied
Deze soort komt voor in het noordoosten van Afrika en telt vijf ondersoorten:
- T. l. leucopygia: centraal en oostelijk Eritrea, noordelijk Ethiopië en oostelijk Soedan.
- T. l. limbata: westelijk Eritrea en noordwestelijk Ethiopië.
- T. l. smithii: van oostelijk Ethiopië tot noordwestelijk Somalië.
- T. l. lacuum: centraal Ethiopië.
- T. l. omoensis: zuidoostelijk Soedan en zuidwestelijk Ethiopië.

## Status
De grootte van de populatie is niet gekwantificeerd maar de soort wordt omschreven als schaars tot algemeen. Op de Rode lijst van de IUCN heeft deze soort de status niet bedreigd.